# Hrólf Kraki
Hrólf Kraki (rano 6. stoljeće) bio je djelomično legendarni danski kralj koji se pojavljuje i u anglosaskoj i skandinavskoj predaji.
Obje ga predaje opisuju kao pripadnika danske dinastije Scyldinga, Hroðgarova nećaka i Healfdeneova unuka. Konsenzus je da anglosaksonska i skandinavska predaja opisuju iste osobe. Dok anglosaski Beowulf i Widsith staju pri opisu njegovog odnosa s Hroðgarom i njihovog neprijateljstva s Fróðijem i Ingeldom, skandinavski tekstovi pišu opširnije o njemu kao kralju u općini Lejre i njegovom odnosu s Halgom, Hroðgarovim bratom.